# Stecklikrieg
Der Stecklikrieg war ein föderalistischer Aufstand gegen die Helvetische Republik im Spätsommer und Herbst 1802. Er erhielt seinen Namen von den «Stecken» (Knüppeln), welche die Aufständischen bäuerlicher Herkunft oft mangels anderer Waffen mit sich führten.

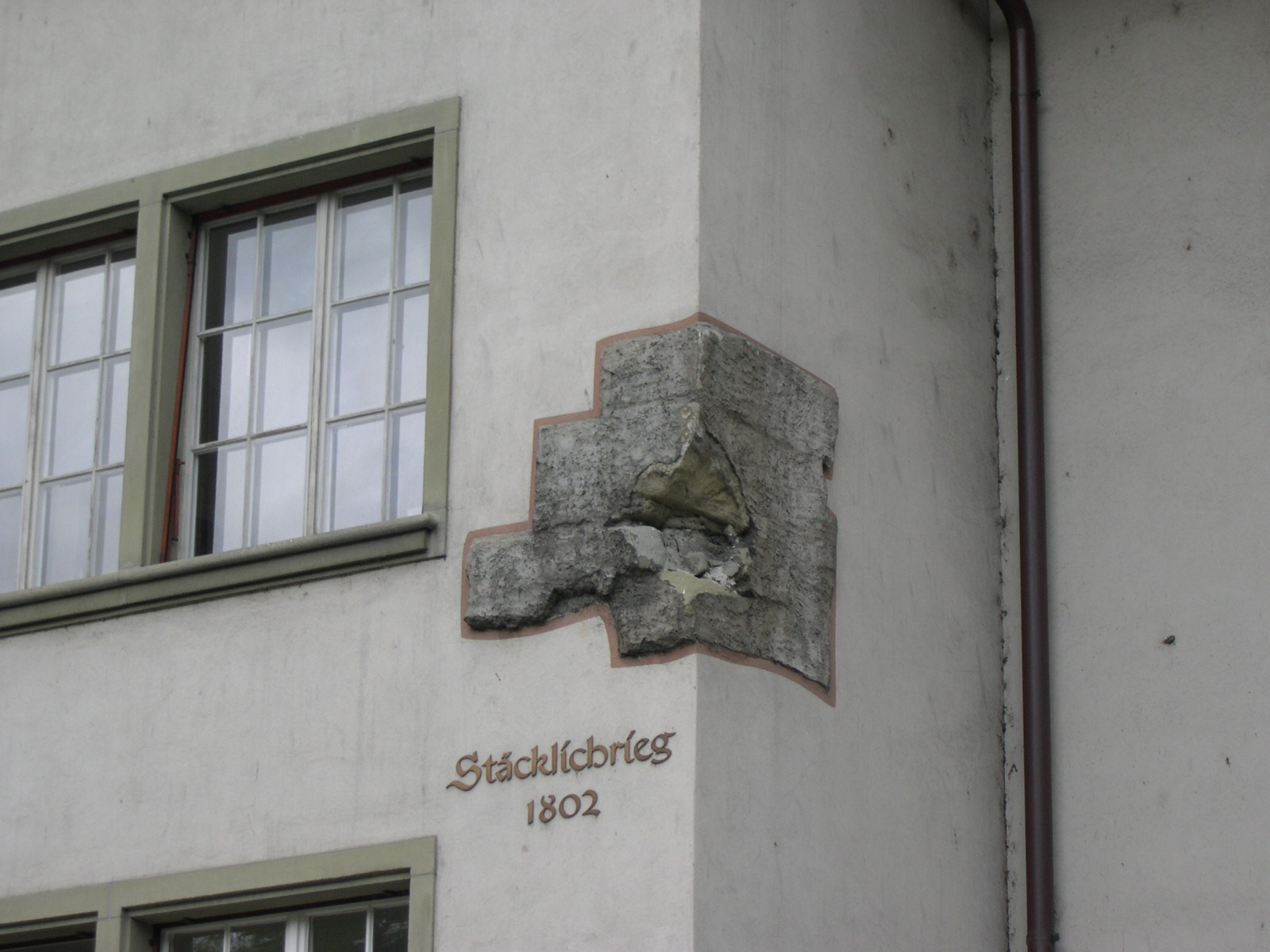
Bei der Belagerung Berns durch die Aufständischen traf eine Kanonenkugel die Ecke eines Hauses am Läuferplatz, das in den 1950er Jahren durch einen Neubau ersetzt wurde. Das Mauerstück des Altbaus mit dem Einschussloch wurde im Neubau wieder eingesetzt. Darunter befindet sich die Inschrift «Stäcklichrieg 1802».

Gemäss den Bestimmungen des Friedens von Lunéville zogen die französischen Truppen im Sommer 1802 aus der Schweiz ab, wo sie sich seit dem Einmarsch 1798 befunden und die Einrichtung einer französischen Tochterrepublik durchgesetzt hatten. Der Rückzug der Schutzmacht destabilisierte die Helvetische Republik, in zahlreichen Orten und Gegenden wurden vorhelvetische Institutionen wieder eingesetzt und Behördenmitglieder sowie Anhänger der Helvetischen Republik vertrieben. Der Aufstand, der sich vor allem in der Zentralschweiz, in Zürich, Bern, Solothurn und im Aargau ausbreitete, konnte nach mehreren militärischen Konfrontationen mit den schlecht ausgerüsteten und wenig motivierten Regierungstruppen (Gefecht beim Renggpass am 28. August 1802, Beschiessungen von Bern und Zürich Mitte September 1802, Gefecht bei Faoug am 3. Oktober 1802) die helvetische Zentralmacht stürzen, die sich nach einer militärischen Kapitulation am 18. September 1802 von Bern nach Lausanne zurückgezogen hatte und der nur noch die Kantone Waadt und Freiburg folgten. Die Macht im Land übernahmen kantonale Regierungen und eine von Alois von Reding geleitete Tagsatzung in Schwyz.
Im sogenannten  «Zwetschgenkrieg» kam es am 21. September 1802 zu einem Überfall auf die  Surbtaler Juden. Die etwa 800 Angreifer setzten sich zusammen aus Bauern, Handwerkern und auch einigen Patriziern. Der Überfall kam nicht ganz unerwartet, denn die Spannungen hatten sich über mehrere Tage hinweg aufgebaut und die jüdische Bevölkerung war vorgewarnt, Frauen und Kinder waren zuvor in Sicherheit gebracht worden.
Die Angreifer plünderten und zerstörten die Häuser der jüdischen Bevölkerung,  die christlichen Einwohner von Endingen und Lengnau blieben weitgehend unbehelligt. Die gängige Deutung der Gründe für den Überfall geht davon aus, dass die Juden als Anhänger der neuen, liberalen Ordnung galten.
Ein Ausschuss, der den Vorfall untersuchte, erstellte ein Protokoll über 52 Seiten. Daraus geht hervor, dass die Angaben der Gründe teilweise widersprüchlich waren, einige Angreifer bezeichneten die Juden als Profiteure des Ancien Régime, andere als Profiteure der neuen Ordnung der Helvetik.
Auf den Bericht des Untersuchungsausschusses folgten keine weiteren Massnahmen, die Juden erhielten keine Entschädigung für die Schäden, und die Täter hatten keine Konsequenzen zu tragen.
Die Ergebnisse des Aufstands machten die französischen Truppen wieder rückgängig, die im Oktober 1802 wieder einrückten und dabei auf keinen Widerstand trafen. Napoléon Bonaparte erachtete den Aufstand als gefährlich für die geltende politische Ordnung in Europa. Er machte in der von ihm diktierten Mediationsakte von 1803 Zugeständnisse an die Gegner der Helvetik und gab den Einheitsstaat zugunsten einer föderalistisch strukturierten Schweiz auf. Da die französische Intervention eine Verletzung der Bestimmungen des Friedens von Lunéville war, nahm Grossbritannien dies neben anderem zum Anlass, Frankreich den Krieg zu erklären (18. Mai 1803).

## Literarische Umsetzung
William Wordsworths Gedicht Thought of a Briton on the Subjugation of Switzerland und Friedrich von Schillers Arbeit am Wilhelm Tell gehen unmittelbar auf den Stecklikrieg zurück.